# 1000 boomerangs
1000 boomerangs és una pel·lícula de l'Argentina filmada en color dirigida per Mariano Galperín sobre el seu propi guió. Es va estrenar el 17 d'agost de 1995 al Teatro General San Martín en el cicle Cine Argentino inédito en 1994 i va tenir com a actors principals a James Murray, Darío Tangelson, Gabriel Fernández Capello  i Fernando Margenet. 

## Sinopsi
Els integrants d'un conjunt de rock estatunidenc que tocarà a Buenos Aires passen un cap de setmana en el camp quan el seu recital se suspèn per culpa de la final de futbol i els integrants del conjunt decideixen traslladar-se a una casa de camp per a divertir-se el cap de setmana.. 

## Repartiment
- James Murray
- Darío Tangelson
- Gabriel Fernández Capello
- Fernando Margenet
- Lorena Ventimiglia
- Cecilia Etchegaray
- Valeria Bertuccelli
- Rosario Bléfari
- Tato Bores

## Comentaris
Diego Lerer a Clarín va opinar:
| « | «Irritant, inspirada, original i patètica. Tan casualment genial com insuportable. Fa molt que el cinema argentí no dona una obra tan singular.» | » |

Osvaldo Quiroga a El Cronista Comercial va dir:
| « | «Té el rar privilegi de ser una de les pitjors pel·lícules del cinema argentí.» | » |